# Lasioglossum croceipes
Lasioglossum croceipes là một loài Hymenoptera trong họ Halictidae. Loài này được Morawitz mô tả khoa học năm 1876.